# Damalis claripennis
Damalis claripennis là một loài ruồi trong họ Asilidae. Damalis claripennis được Bromley miêu tả năm 1935.